# Blau (affluent du Danube)
Pour les articles homonymes, voir Blau.
La Blau est un affluent en rive gauche du Danube en Allemagne, dans le land de Bade-Wurtemberg. 

## Géographie
Sa source est une exsurgence du nom de Blautopf ("Pot de la Blau") à Blaubeuren, où elle sort avec un débit important à la surface du calcaire du Jura souabe. 
Près d'Herrlingen, elle rencontre la Lauter (de). À l'ouest du vieux bourg d'Ulm, après un parcours de 14,5 km, la Blau se jette dans le Danube. Du fait de la présence de nombreux cours d'eau souterrains, le calcul de la superficie du bassin de la Blau est le sujet de recherches difficiles.